# Wielersport op de Olympische Zomerspelen 1920
De wielersport is een van de sporten die beoefend werden tijdens de Olympische Zomerspelen 1920 in Antwerpen.

## Heren

### Baan

#### Sprint, 1000 m
| rang   | sporter(s)      | land | tijd   |
| ------ | --------------- | ---- | ------ |
| Goud   | Maurice Peeters | NED  | 1:38.3 |
| Zilver | Tiny Johnson    | GBR  |        |
| Brons  | Harry Ryan      | GBR  |        |

#### 50 km
| rang   | sporter(s)       | land | tijd      |
| ------ | ---------------- | ---- | --------- |
| Goud   | Henry George     | BEL  | 1:16:43.2 |
| Zilver | Cyril Alden      | GBR  |           |
| Brons  | Piet Ikelaar     | NED  |           |
| 4      | Ruggero Ferrario | ITA  |           |
| 5      | Herbert McDonald | CAN  |           |
| 6      | Franco Giorgetti | ITA  |           |
| 7      | William Smith    | RSA  |           |

#### Tandem, 2000 m
| rang   | sporter(s)                  | land | tijd   |
| ------ | --------------------------- | ---- | ------ |
| Goud   | Thomas Lance Harry Ryan     | GBR  | 3:07.6 |
| Zilver | William Smith James Walker  | RSA  |        |
| Brons  | Frans de Vreng Piet Ikelaar | NED  |        |
| 4      | William Stewart Cyril Alden | GBR  |        |

#### Ploegachtervolging, 4000 m
| rang   | sporter(s)                                                             | land | tijd   |
| ------ | ---------------------------------------------------------------------- | ---- | ------ |
| Goud   | Primo Magnani Arnaldo Carli Ruggero Ferrario Franco Giorgetti          | ITA  | 5:14.2 |
| Zilver | Albert White Cyril Alden Horace Johnson William Stewart                | GBR  | 5:13.8 |
| Brons  | James Walker Sammy Goosen Henry Kaltenbrun William Smith               | RSA  | 5:17.8 |
| 4      | Albert De Bunne Charles van Doorslaer Gustave Deschryver Jean Janssens | BEL  | 5:20.2 |

Groot-Brittannië won de finale, maar werd gediskwalificeerd wegens hinderen van het Italiaanse team door de geloste Albert White.

### Weg

#### Tijdrit individueel
Afstand: 175 km
| rang   | sporter(s)         | land | tijd      |
| ------ | ------------------ | ---- | --------- |
| Goud   | Harry Stenqvist    | SWE  | 4:40:01.8 |
| Zilver | Henry Kaltenbrun   | RSA  | 4:41:26.6 |
| Brons  | Fernand Canteloube | FRA  | 4:42:54.4 |
| 4      | Jean Janssens      | BEL  | 4:44:20.6 |
| 5      | Albert De Bunné    | BEL  | 4:45:23.4 |
| 6      | Georges Detreille  | FRA  | 4:46:13.4 |
| 7      | Ragnar Malm        | SWE  | 4:46:22.0 |
| 8      | Piet Ikelaar       | NED  | 4:46:54.0 |

#### Tijdrit ploegen
De tijden van de 4 best geklasseerde renners per land van de individuele tijdrit werden bij elkaar opgeteld.
| rang   | sporter(s)                                                             | land | tijd                                    | totale tijd |
| ------ | ---------------------------------------------------------------------- | ---- | --------------------------------------- | ----------- |
| Goud   | Achille Souchard Fernand Canteloube Georges Detreille Marcel Gobillot  | FRA  | 4:51:56.0 4:42:54.4 4:46:13.4 4:55:39.6 | 19:16:43.4  |
| Zilver | Harry Stenqvist Sigfrid Lundberg Ragnar Malm Axel Persson              | SWE  | 4:40:01.8 5:03:02.6 4:46:22.0 4:53:43.6 | 19:23:10.0  |
| Brons  | Albert Wyckmans Albert De Bunné Jean Jeanssens André Vercruysse        | BEL  | 5:03:19.0 4:45:23.4 4:44:20.6 4:55:41.4 | 19:28:44.4  |
| 4      | Christian Johansen Arnold Lundgren Kristian Firsch Ahrensborg Claussen | DEN  | 4:52:00.2 4:58:01.0 5:01:18.8 5:02:12.2 | 19:53:32.2  |
| 5      | Federico Gay Pierino Bestetti Camillo Arduino Dante Ghindani           | ITA  | 4:57:21.8 5:02:15.0 5:03:16.8 5:21:50.4 | 20:24:44.0  |
| 6      | Piet Ikelaar Nico de Jong Arie van der Stel Pieter Kloppenburg         | NED  | 4:46:54.0 5:06:46.6 5:12:42.6 5:22:16.0 | 20:28:39.2  |
| 7      | Ernst Kockler August Nogara James Freeman John Otto                    | USA  | 4:55:12.2 5:20:08.0 5:29:26.2 5:47:50.2 | 21:32:36.6  |
| 8      | Helge Flateby Paul Henrichsen Olaf Nygaard Thorstein Stryken           | NOR  | 5:12:50.2 5:13:23.2 5:24:56.6 5:44:01.8 | 21:35:11.8  |

## Medaillespiegel
| rang   | land             | goud | zilver | brons | totaal |
| ------ | ---------------- | ---- | ------ | ----- | ------ |
| 1      | Groot-Brittannië | 1    | 3      | 1     | 5      |
| 2      | Zweden           | 1    | 1      | 0     | 2      |
| 3      | Nederland        | 1    | 0      | 2     | 3      |
| 4      | België           | 1    | 0      | 1     | 2      |
| 4      | Frankrijk        | 1    | 0      | 1     | 2      |
| 6      | Italië           | 1    | 0      | 0     | 1      |
| 7      | Zuid-Afrika      | 0    | 2      | 1     | 3      |
| totaal | totaal           | 6    | 6      | 6     | 18     |